# Fabio Pereira da Silva

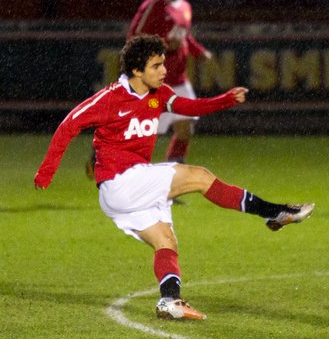
Fabio em jogo do Manchester United em 2011.

Fabio Pereira da Silva (Petrópolis, 9 de julho de 1990) é um ex-futebolista brasileiro que atuava como lateral-direito. Fabio se aposentou no final de 2024.
Fabio é irmão gêmeo de Rafael, que também aposentou do futebol e que atuava no Botafogo.

## Carreira

### Fluminense
Fabio começou sua carreira nas categorias de base do Fluminense, onde ficou até 2008 quando completou 18 anos, idade suficiente para se submeter à legislação da União Europeia com relação à contratação de não-europeus.

### Manchester United
Em 9 de julho de 2008, o Manchester United anunciou sua contratação. Uma curiosidade é que Fabio é destro, mas atuou na lateral-esquerda desde as categorias de base do Fluminense, porque não queria disputar posição com seu irmão.
Fabio nunca conseguiu se firmar no United e deixou o clube de Manchester onde fez 56 jogos em cinco temporadas e fez parte do time que conquistou o título da Premier League em 2011. Ele também foi titular na final da Liga dos Campeões contra o Barcelona em 2011.

### Queens Park Rangers
Em 15 de abril de 2012, o técnico do Manchester United, Sir Alex Ferguson, anunciou que o jogador seria emprestado na temporada 2012–13 para ganhar mais experiência, e em junho foi confirmado sua ida por empréstimo ao Queens Park Rangers.

### Cardiff City
Em 29 de janeiro de 2014, Fabio foi vendido ao Cardiff City, após ter poucas oportunidades no Manchester United.
Foi em Cardiff onde Fabio melhor sequência disputando um total de 68 partidas.

### Middlesbrough
Em 11 de agosto de 2016, Fabio foi vendido ao Middlesbrough por pouco mais de dois milhões de euros. Ele assinou um contrato de dois anos com o clube inglês.

### Nantes
Em 18 de julho de 2018, Fabio foi vendido ao Nantes por pouco mais de dois milhões de euros. Ele assinou contrato até 2021 com o clube francês.
| “                                        | É ótimo, estou muito feliz. Estou indo para o Nantes, para um bom clube. Estou muito feliz por ingressar no FC Nantes. Estou realmente ansioso para treinar e estar pronto para ajudar meus companheiros de equipe na do campeonato francês. Já os conheço um pouco porque vi jogos na TV. Conheço alguns jogadores e, para ser sincero, estou muito entusiasmado! | ” |
| — Fabio, em entrevista ao site do Nantes | |   |

Fabio encerrou sua passagem pela França com 96 partidas, cinco assistências e conquistando uma Copa da França.

### Grêmio
O Grêmio confirmou, em 3 de janeiro de 2023, a contratação de Fabio, que jogava no Nantes, ele assinou contrato por dois anos, até dezembro de 2024.

## Seleção Brasileira

### Sub-17
Fabio destacou-se internacionalmente atuando pela equipe sub-17 brasileira, e foi capitão do Brasil no Mundial sub-17 de 2007, onde marcou três gols e foi o artilheiro da equipe. 
No Sul-Americano da categoria, realizado no mesmo ano, marcou mais sete gols, totalizando dez gols em treze jogos pelo sub-17.

### Principal
Em 22 de setembro de 2011, recebeu sua primeira convocação para a Seleção Brasileira principal, para os amistosos contra Costa Rica e México, no mês seguinte.

## Títulos
Manchester United
- Campeonato Inglês: 2008–09, 2010–11
- Copa da Liga Inglesa: 2009-10
- Supercopa da Inglaterra: 2010

Nantes
- Copa da França: 2021–22

Grêmio
- Campeonato Gaúcho: 2023[16] e 2024
- Recopa Gaúcha: 2023

Brasil Sub-17
- Sul-Americano Sub-17: 2007[carece de fontes?]